# Cratere Angus
Angus  è un cratere sulla superficie di Europa.